# Ellen Rometsch
Ellen Rometsch (nacida como Bertha Hildegard Elly, Kleinitz, 19 de septiembre de 1936) es una exmodelo alemana que fue acusada de ser una espía comunista de Alemania Oriental que fue asignada bajo cobertura diplomática a la embajada de Alemania Occidental en Washington D. C. durante los primeros años de la década de 1960. Rometsch también fue acusada de ser una de las amantes del presidente de los Estados Unidos John F. Kennedy durante el apogeo de la Guerra Fría. Sin embargo, el FBI nunca encontró «ninguna evidencia sólida» de que Rometsch fuera una espía o de que tuviera relaciones con el presidente Kennedy.

## Primeros años
Hacia el final de la Segunda Guerra Mundial, su familia, en la que ella era una de siete hijos, huyó de Kleinitz (desde 1945 Klenica, Polonia) y se estableció en Kreinitz cerca de Riesa (en la zona de ocupación soviética, desde 1949 parte de Alemania Oriental), donde sus padres recibieron una propiedad estatal para trabajar el campo. Ellen era miembro de la Juventud Libre Alemana y trabajó como taquígrafa para la administración del distrito del Partido Socialista Unificado de Alemania (SED).
Cuando la agricultura iba a ser colectivizada por la fuerza en Alemania Oriental, la familia se trasladó a Alemania Occidental en 1955, y sus padres alquilaron una finca, Gut Oberberge, cerca de Schwelm. Allí hizo un aprendizaje empresarial, y en Siegburg conoció al sargento de la fuerza aérea alemana Rolf Rometsch, que estaba destinado en la embajada de Alemania Occidental; se casó con él, tomó su apellido Rometsch y tuvo un hijo con él en 1958. El 6 de abril de 1961, el sargento Rolf Rometsch fue asignado a la Oficina de Logística Alemana en Washington D. C. con su esposa e hijo. La pareja vivió en Military Road en el condado de Arlington, Virginia hasta agosto de 1963.

## Presunta relación con John F. Kennedy y sospecha del FBI
Apareció por primera vez en Washington D. C. como modelo fotográfica bajo el seudónimo de Ellen Rometsch. Conoció a Nancy Carole Tyler, la secretaria del senador Bobby Baker, Baker le encontró un trabajo como hostess del Quorum Club en el Hotel Coroll Arms en Capitol Hill, adyacente a un edificio de oficinas del Senado. Era un club privado, fundado por Baker, que requería cuotas anuales de membresía y era utilizado por legisladores y otros hombres influyentes para reunirse para comer, beber y participar en coqueteos con damas lejos de la prensa que estaban constantemente abajo en el bar del lobby del hotel. Fue durante el verano de 1963 que, según afirmaciones posteriores de Baker, el presidente de los Estados Unidos, John F. Kennedy, conoció a Ellen Rometsch y supuestamente comenzó una aventura con ella. Rometsch había trabajado en el Quorum Club durante unos dos años al momento de supuestamente comenzar su aventura con Kennedy.
Rometsch supuestamente había revelado detalles de sus relaciones ilícitas con funcionarios gubernamentales de alto rango que había conocido en el club a un exinformante del FBI de dudosa fiabilidad. Debido a que había nacido en Alemania Oriental y se rumoreaba que había trabajado una vez para Walter Ulbricht, el FBI decidió investigarla. El fiscal general de los Estados Unidos Robert F. Kennedy fue informado de la investigación planeada el 3 de julio de 1963. El 12 de julio de 1963, Rometsch fue interrogada por el FBI y se concluyó que las acusaciones de seguridad en su contra no estaban justificadas y que los contactos sexuales de alto nivel no estaban justificados y eran sin fundamento. Aunque el director del FBI J. Edgar Hoover se reunió en privado con los senadores Mike Mansfield y Everett Dirksen diciéndoles que «no había evidencia» de que Rometsch fuera un espía, luego procedió a contarles detalles sobre los senadores que habían sido «entretenidos» por las chicas del Quorum Club.
A pesar de no hallar suficiente evidencia para inculparla, debido a la sensación que había creado en la prensa el caso Profumo en el Reino Unido, se decidió expulsar a Ellen Rometsch junto con su marido de los Estados Unidos, y debido a que el Departamento de Estado de los Estados Unidos no podía destituir a Rolf Rometsch sin revelar un motivo específico a las autoridades de Alemania Occidental, se decidió que la información desarrollada por el FBI se transmitiría a través de un enlace con el Departamento de Estado y luego se pondría a disposición discretamente de las autoridades de Alemania Occidental. El 14 de agosto de 1963, el sargento Rometsch fue informado por sus superiores de las acusaciones formuladas contra su esposa y que, por lo tanto, sería llamado a regresar a Alemania Occidental en una semana. Rometsch fue expulsada de Estados Unidos el 21 de agosto de 1963 «por su comportamiento en Washington», comportamiento que según informes de los medios amenazaba con tener tintes escandalosos que recordaran al caso Profumo.
Las acusaciones que involucran a Rometsch y su posterior expulsión de los Estados Unidos se llamaron la atención del público a través de un artículo de primera plana escrito por Clark R. Mollenhoff en la edición del 26 de octubre de 1963 del Des Moines Register. Mollenhoff dijo que su círculo incluía «varias figuras del Congreso» y «varios altos funcionarios del poder ejecutivo» y «se movía en una multitud que incluía algunas figuras conocidas de la Nueva Frontera», y que ella llevó una vida que «no podía ser financiada a sueldo de un soldado suboficial de Alemania Occidental». Unos días después, Clark Mollenhoff le preguntó al presidente Kennedy en una conferencia de prensa televisada en vivo si estaba cumpliendo con los requisitos de su Código de Ética. En su respuesta, Kennedy pareció hacer una referencia velada a la historia de Rometsch que Mollenhoff acababa de escribir diciendo: «Siempre he creído que las insinuaciones deben justificarse antes de que las hagamos, ya sea por mí y el Congreso, o incluso por la prensa». Años más tarde, sin embargo, Bobby Baker parecía haber corroborado algunas de las afirmaciones hechas por Mollenoff al confirmar que él fue quien presentó a Ellen Rometsch a uno de los amigos más cercanos del presidente Kennedy, Bill Thompson, mientras estaban en el Quorum. Thompson supuestamente preguntó si Rometsch podía acompañarlo a cenar en la Casa Blanca y Baker dispuso que llevaran a Rometsch al apartamento de Bill Thompson, donde viajaron juntos a la Casa Blanca para cenar con el presidente «en muchas ocasiones».
De acuerdo a informes, Robert F. Kennedy deseaba silenciar cualquier informe de prensa sobre el supuesto involvimiento de su hermano con Rometsch, lo que lo llevó a buscar la ayuda de Hoover para desalentar cualquier mención de las «acusaciones» de Rometsch en la investigación del Senado de Bobby Baker, quien ocupaba el cargo de Secretario del Senado por la Mayoría hasta que renunció el 7 de octubre de 1963. Según el biógrafo Evan Thomas, Robert Kennedy hizo deportar a Rometsch para encubrir una supuesta relación extramarital que John F. Kennedy tuvo con ella. Rometsch negó las acusaciones sexuales y de espionaje. Según informes de los medios, Robert Kennedy envió dinero a Europa para pacificar a Rometsch. El esposo de Rometsch niega los pagos. Aunque se hizo público que Ellen Rometsch era sospechosa de espionaje, el nombre de John F. Kennedy no apareció en este contexto. El comunicado de prensa sobre Ellen Rometsch se publicó el 22 de noviembre de 1963, pocas horas antes del asesinato de Kennedy. El FBI creó un expediente de 478 páginas sobre Rometsch con el número de código 105-122316, que solo se cerró en 1987 y ahora está disponible públicamente. Según los documentos, el sucesor de Kennedy, Lyndon B. Johnson, solicitó «un resumen del caso Ellen Rometsch» en febrero de 1964. El FBI asignó a Rometsch a un grupo de mujeres, la mayoría de las cuales eran de origen alemán, «que ofrecieron sus servicios como ‘play girls’ para varias personas dentro y fuera del gobierno». Se dice que algunos de ellos son prominentes y están a la vista del público. Según el expediente, esta red de mujeres es responsable de «escapadas personales, prostitución, fiestas, orgías sexuales, etc.».

## Después de la expulsión
El 27 de septiembre de 1963, un mes después de su expulsión, se divorció de su esposo en el Tribunal Regional de Bonn por «culpa exclusiva de la mujer» y se mudó a vivir con sus padres de vuelta en la finca westfaliana Gut Oberberge cerca de Schwelm. Trabajó como lechera en la granja, ayudó cosechando remolacha y crio a su hijo. Allí fue localizada a finales de octubre de 1963 por representantes de los medios de comunicación. El tabloide británico Daily Express ofreció a Rometsch 55 000 marcos alemanes por sus memorias. En octubre de 1964 concedió una entrevista a la revista Stern de Hamburgo.
Rometsch vive cerca de Bonn, se ha vuelto a casar con Rolf Rometsch y está evitando al público.